# Nők és a reformáció
A reformáció a XVI században kezdődött, a kereszténység gyökereihez való visszatérés iránti vágy, és kiterjesztésként a vallási és társadalmi élet másképp történő figyelembe vétele. Ez az új megközelítés mélyen befolyásolja a nők helyzetét a reformációban. A reformáció valóban arra ösztönzi az írástudást és a Szentírás tanulmányozását, hogy tanulmányozza Isten akaratát a mindennapi életben. A nők életét tehát pozitív és negatív módon befolyásolják, a tanulmányozott és támogatott Biblia szentírásaitól és szövegeitől függően. A szentírások nép általi tanulmányozása javítja az írástudásukat és a nők oktatását, így sok nő vált ismertté a reformáció nyilvános beszéde iránti érdeklődéséről és részvételéről. Ugyanakkor a Biblia bizonyos álláspontjai miatt gyakran elhallgatják a hangjukat, miszerint a nőknek el kell hallgatniuk. A női kolostorok megszüntetése a feleség és az anya szerepét tette akkoriban az egyetlen megmaradt ideálnak egy nő számára.

## A nők szerepe a reformáció során

### 1. Az oktatás
A reformáció elősegíti az írásbeliséget és a Biblia népnyelv- tanulmányozását, hogy tanulmányozza a társadalmat Isten látta szerint. Az embereket, nemcsak a papságot, most arra ösztönzik, hogy tanulmányozzák a Bibliát, ami viszont az írástudásra ösztönöz. Az írástudás és a bibliatanulmányozás bizonyos mértékig arra is ösztönzik a nőket, hogy bibliai hatást gyakoroljanak a gyermekekre és a férjükre.
A lányok oktatása és a nők műveltsége egyre gyakoribb. Például az 1571-es svéd egyházi rendelet előírta a fiúval rendelkező nők oktatását. A Biblia tanulmányozása különböző következményekkel jár a nők helyzetére nézve, a tanulmányozott szövegtől és annak értelmezésétől függően. Bizonyos esetekben ez előnyös a nők számára, amikor olyan részeket találnak, amelyek arra utalnak, hogy a nők egyenlőek a férfiakkal Isten előtt. Más esetekben a hatás ellentétes a Biblia bizonyos nőgyűlölő részeivel.
A reformáció során népszerűsített nőies ideál azon a tényen alapul, hogy a nőknek csendes és engedelmes feleségnek és anyának kell lenniük, akik a házimunkáknak és a gyermekgondozásnak vannak szentelve. A nők oktatásának célja, hogy elfogadják a házasságot, és felkészüljenek a háztartási művészetekre, például a gyermekek gondozására, ruhák készítésére és az állatállomány nevelésére. A katolikus nőkhöz képest a protestánsok szerényebb származás ellenére is képzettebbek. A középfokú oktatás azonban nem nyitott a nők számára.

### 2. Az esküvő
A reformáció megszüntette a papok, szerzetesek és apácák cölibátusát, és elősegítette a házasságot, mint a férfiak és nők ideálját. Míg a férfiaknak még mindig van lehetőségük a papság tagjává válni, a nők már nem válhatnak apácává, és a házasságot tartják az egyetlen megfelelő szerepnek a nők számára. Ezért a házasságot idealizálják, és a nők szerepét a bibliatanulmányozás keretében vizsgálják. A protestáns nőnek háziasszonynak, anyának és oktatónak kell lennie. Ez az egész azért jön létre, mert Isten azt akarja, hogy egy társadalmi rend kérése megerősítse. A nő összefügg a pár fejlődésével és a család jólétével.
A nőtől elvárható, hogy a lelkész feleségének képmása is legyen, ezáltal a korábbi tulajdonságokhoz hozzáadva, hogy hűséges és romolhatatlan.
Bizonyos esetekben a reform arra készteti a férfiakat, hogy bigámia felé forduljanak, mivel a Biblia tolerálja a férfiak többnejűségét. Elizabet Hesse Testvére, Philippe támogatásával terjesztette Szászföldön a reformációt.

### 3. Az apácák házassága
A női kolostorok felszámolása és a volt apácák házassága egészen újszerű volt ami a reformáció során jelentkezik. A zárdák bezárását követően az apácák hivatalosan visszatérhetnek családjukhoz vagy férjeikhez.
A leghíresebb példa Katharina von Bora volt apáca, akit feleségül megy Luther Mártonhoz. Katharina von Zimmern, a zürichi Fraumünster apátság egykori apátnője és Birgitta Botolfsdotter, a svédországi Vadstena apátság volt apátnője. Vannak olyan esetek, amikor volt apácák feleségül mennek egykori szerzetesekhez, például amikor Ingeborg Åkesdotter svéd apáca feleségül megy Hans Klasson Kökkemäster volt szerzeteséhez, aki a svéd reformáció után evangélikus pap lett.
A reformáció során ezeket a házasságokat rendkívül ellentmondásosnak tekintik akárcsak Katharina von Borát tettéért rossz példaképnek tekinti.

### 4. A lelkész felesége
A kolostorok felszámolásával egy időben a nők számára az egyházon belül új szerepkör jött létre: a lelkész felesége. Sok esetben a papok azokat veszik feleségül, akikkel már együtt éltek, mielőtt a papokat házasodni engedték. Idézhetjük Curatus Petrus (Per Joensson) katolikus pap és nevelőnő-szeretője, Anna Pehrsönernas modern házasságát, akitől két fia született. A svéd reformáció bevezetését követően más svéd papoknak és Petrusnak megparancsolták, hogy vegyék feleségül nevelőnőjüket.
Ebben az új társadalmi szerepben a lelkész feleségének elkötelezettnek kell lennie a férje, a plébánia tagjainak jóléte mellett.
Ez az új megközelítés problémákat vet fel, Németországban és az északi országokban ezt a problémát az "özvegymegtartás"-nak nevezik, amely szerint az újonnan kinevezett lelkésznek előde özvegyét kell elvennie feleségül.

## A politika és a nők
A nők szerepe vitatémává válik a reformáció során, a bibliatanulmányozásban, a nők politikai ereje a nők megfelelő helyével a Biblia szerint és más területeken is.
Női uralkodók és a nők szerepét a politikában maguk a protestáns reformátorok is ellentmondással kezelnek. Ezt John Knox, aki a katolikus I. Mária uralomra kerülése után, a protestánsok üldözése miatt elmenekült az országból és öt évet töltött Európában, Frankfurtban és Genfben, ahol Kálvin János tanítványa lett. e közben távollétében Angliában halálra ítélték és in effigie megégették. 1554-ben vette el feleségül a kálvinista Marjorie Bowest, akitől Genfben két fia született. Genfben írta híres First Blast of the Trumpet against the Monstrous Regiment of Women című művét, amely a kortárs királynők és királynék, I. Mária, Lotaringiai Mária, Medici Katalin, illetve a francia trónörökös felesége, Stuart Mária ellen irányult. Művében azt hirdette, hogy a katolikus uralkodó ellen – főleg ha az ráadásul nőnemű – megengedett a lázadás. 1559-ben – I. Erzsébet uralomra jutását követően – Knox visszatért Skóciába, ahol nekilátott a kálvini mintájú egyház szervezésének. 1560-ban a skót parlament elfogadta a Confessio Scotica szövegét, és megbízta Knoxot, hogy lelkésztársaival együtt dolgozza ki az egyházi rendtartást. Noha I. Erzsébet soha nem bocsátotta meg Knox nőellenes írását, franciaellenes politikájába jól illeszkedett a skót protestánsok támogatása a katolikus Stuart Mária ellenében.Akkor Skóciát és Angliát női vezetők irányították. Európában Knox tárgyalja ezt a kérdést a matriarchatusról, vagyis egy olyan társadalmi rendszerről, amelyben a nőnek domináns döntési szerepe van Kálvinnal és Heinrich Bullingerrel. Míg Knox úgy véli, hogy ez, a dolgok természetes rendjével ellenkezik, Kálvin és Bullinger úgy gondolja, hogy rendben van, ha a nők vezetnek, amikor azt megköveteli a politikai helyzet. A nemesség asszonyai, iskolai végzettségük és társadalmi osztályuk segítségével, növekednek protestáns hitükben, és továbbterjesztik a reformáció gondolatait, így néhány kormányért felelős nő megbízatásuk alatt segít, sőt bevezeti a reformációt királyságaikba. Ilyen például a brandenburgi Elisabeth, aki 1540–1545-ben régens hivatali ideje alatt vezette be a reformációt.
Egy másik példa Joan III navarrai királyné, aki Navarrában vezette be a reformot. A francia vallásháborúk során a francia hugenotta vezetők közé tartozott, és mint ilyen, nagy szerepet játszott a reformáció idején. 1560 áttér a protestáns vallásra valószínűleg Théodore de Bèze hatására.
A női vezetőkön kívül a reformáció szószólói, más nők is akik kihasználják befolyásukat, mint Boleyn Anna királynő, VIII. Henrik angol király felesége, közvetlenül nem felelős az angol reformációért, mivel VIII. Henrik feleségül kívánja venni, annak ellenére, hogy első felesége, Aragóniai Katalin megsemmisítését megtagadta, de ő közvetlenül is a protestantizmus védelmezőjeként lépett fel. annak idején Angliában.
Franciaországban Marguerite de Valois híres a protestánsok védelméről, csakúgy, mint Renée Franciaországból, aki 1560-ban Montargis-ban telepedett le férje halála után, ahol üdvözölte azokat a reformátusokat, akik menedéket akartak keresni ott és Isabelle d'Albret. 1556-ban ismerkedett meg de Coligny admirálissal, és Béarnban járt, amikor unokahúga, Jeanne d'Albret 1557- ben bevezette a protestantizmust. Noha a reformáció is nagyon vonzotta, csak hat évvel, férje halála után, 1558-ban térítette meg és vezette be a protestantizmust Blain-i kastélyában, ahol az első breton protestáns templomot szervezték. Ott fogadja Dandelot lelkészt, aki Nantes református vallását hirdeti. Fleurer és Loiseleur de Villiers lelkészekkel együtt elmondta az első kálvinista prédikációt. Isabeau 1560-ban megkapta a királytól a lelkiismereti szabadságot saját maga és egész háza számára.

## Nyilvános és szakmai szereplés
A reformáció során elősegített szentírások és műveltség tanulmányozása lehetővé teszi a laikus nők íróként és szerzőként való elismerését, ami korábban ritka volt. A kálvinista Anne Locke fordító és költő, aki a szonettek első sorozatát angol nyelven jelentette meg.
A reformáció által támogatott háziasszony-eszme ellenére a nők osztályuktól függően továbbra is különböző feladatokat látnak el. Míg az apáca szerepe megszűnik, a nemes nők továbbra is a nagybirtokokat, a női kereskedők pedig a vállalkozásokat kezelik.
Néhány üzletasszony a reformáció során az irodai vagyon szekularizációjába, valamint férfi társaikba profitált. Anna Karlsdotter nemes birtokos, aki visszavonta az ősei által az egyháznak tett ajándékokat. Anna Taskomakare kereskedőnek sikerült a réz- és vaskereskedelem, és hasznot húzott az irodai vagyon reformkor általi szekularizációjából.
A reformok nagyobb jelentőséget tulajdonítanak az akkor megvetett nők munkájának, teológiai jelentéssel bírva: felebarátaik segítésével a nők Isten szolgálatában állnak. Így a szociális munka és az egészségügyi szektorban, például kórházakban, árvaházakban, a leprás óvodákban egyre népszerűbbé válik a nők foglalkoztatása.

## Egyházi státus
A nők egész Európában megpróbálnak bekapcsolódni a reformációba. 1550 körül a nők imatalálkozókat szerveztek, kereszteltek és prédikáltak, de 1560-ban a zsinatok megtiltották, megakadályozták ebben őket.
A reformáció során a nők hangját gyakran elnyomják, írásaikat megsemmisítik, mert a Biblia egyes szakaszai azt javasolják a nőknek, hogy hallgassanak. Ennek ellenére sok reformátor megismerteti magát, és néhány reformer nyitottabban nyilatkozott a nők nyilvános beszédben való részvételéről. Kálvin köztudottan több arisztokratával is felvette a kapcsolatot, hogy megismerje véleményüket bizonyos vallási témákról. A Strasbourgban, a nők is hozzáférést kaptak a nyilvános beszédekhez könnyebben és hosszabb ideig, mint más régiókban.

## Reformátorok
Mivel a reformáció során az embereket arra ösztönzik, hogy tanulmányozzák a Bibliát és értelmezzék Isten szavát, a nők nyilvános beszédeket is mondhatnak.
A nők műveinek igehirdetése vagy publikálása azonban közvetlenül ellenzi a Szent Pálnak tulajdonított szavakat (1 Timóteus 2: 11-15), amelyek megparancsolják a nőknek, hogy ne tanítsanak és ne prédikáljanak. Az egyetlen kivétel a protestáns áramlatok közül az anabaptizmus, ahol a nők egyházban hirdethetnek prédikációt. Mivel I. Erzsébet királynő, a Parlament úgy dönt, hogy az angliai egyház legfőbb kormányzójává teszi őt az angliai egyház legfőbb vezetője helyett. Az általa gondozott erzsébetkori település az angliai egyházzá nőtte ki magát.
A nők házasságának egyetlen alternatívája, amely a kolostorba való belépés, már nem áll rendelkezésre azokon a területeken, amelyek protestánssá váltak, noha egyes konventek önként vettek részt a reformációban. Például, követve Mecklenburgi Katalin választását, miszerint kihívja katolikus férjét, és evangélikus könyveket csempész a münstrebergi Ursulának és más apácáknak, a münsterbergi Ursula 1528-ban 69 cikket tett közzé, igazolva kolostoruk elhagyásának okait. Bár írásai eljutottak Luther Mártonig, 1596 és 1900 között szerepelnek az Index Librorum Prohibitorum (Tiltott Könyvek Indexe) listában.
A nők által írt művek többsége leveleikből vagy a hitükről megkérdőjelezett nők tanúvallomásaiból származik. Fontos megjegyezni, hogy ezeket az ajánlásokat férfiak írták. A nők írástudatlanságának az lehet az oka, hogy a férfiak által uralt társadalomban, a nőktől a házimunkát várták el.
A "néma nő" bizonyos bibliai ideálja ellenére a nők a reformáció idején íróként vesznek részt a nyilvános beszédben, mert elismerték, hogy prófétanő szellemük van, mint például Argula von Grumbach Bajorországban, Marie Dentière Genfben és Katharina Zell Strasbourgban. Elisabeth Cruciger Martin Luther barátja és a reformkor első női himnuszírója. 1590-ben Hesse-i Christine kiadta a Geistliche Psalmen und Lieder zsoltárkönyvet. Olimpia Fulvia Morata folyékonyan beszél görögül és latinul, és előadásokat tart, majd tinédzserként Cicero és Calvin műveiről. Írásait posztumusz megjelentetik, és az Index Librorum Prohibitorum-ban is elhelyezik. Magdalena Heymair lesz az első nő, akinek írásai szerepelnek az Index Librorum Prohibitorum listán. Kiadja az általános iskolai oktatással foglalkozó írások sorát, és verseket is ír. Catharina Regina von Greiffenberg evangélikus költőt az ellenreformáció során száműzték osztrák otthonából.
Ha a reformáció különböző mozgalmai néhány nő (Marie Dentière) szavainak, sőt az igehirdetésüknek is helyet adtak, az azért van, mert a prófétai szellemet kapták, és nem egy nyilvános szót.

## Kolostorok és apácák
Az egyik legnagyobb változás a nők szerepében a reformáció során a női kolostorok bezárása volt, amely addig alternatív szerepet ajánlott a nőknek a feleség és az anya szerepéhez képest. A reformátorok által látott nő bibliai ideálja egy nő és egy anya, ezért az apácákat arra ösztönözték, hogy hagyják el a kolostorokat és menjenek férjhez. Azokban a régiókban, ahol a zárdák zárva tartanak, megszűnik a protestáns nők vallási szerepének lehetősége. Míg a férfiaknak még mindig van lehetőségük megszentelt életre, a nők szerepe csak a feleség szerepére korlátozódik.
A zárdák zárva tartanak, és nincs joguk új tagok befogadására, míg a meglévő tagok távozhatnak, házasodhatnak vagy visszatérhetnek családjukhoz, ha akarják. A gyakorlatban gyakran volt némi különbség abban, ahogyan a férfi és női kolostorok lakóival bántak. Míg a szerzeteseket gyakran azonnal kiutasítják kolostoraikból, az apácáknak gyakran megengedik, hogy egy régi kolostor épületében maradjanak életre szóló juttatással, feltéve, hogy nem fogadnak be új tagokat. Ennek oka valószínűleg az, hogy a nőknek nehezebb volt eltartaniuk magukat, ha a férfiak által uralt társadalomba kerültek ki. Egy másik tényező, hogy az apácák gyakran a nemességből származnak, mielőtt apácákká válnának.
Svédországban a női apácarendek a reformáció után évtizedekig léteztek, mint például a Vreta-apátság, ahol az utolsó apácák 1582-ben haltak meg, és a Vadstena-apátság, ahonnan az utolsó apácák 1595-ben vándoroltak ki.
Angliában Elizabeth Zouche, a Shaftesbury apátság apátnője és Cecily Bodenham, a Wilton Abbey apátságának apátnője, mindketten vallási adományokat kapnak. Svédországban a Sko apátság egykori apácái is állami támogatásból élnek, és leányiskolát működtetnek.
Luther Márton nem tervezte, hogy megnősül, de az egykori apáca, Catherine de Bore meggyőzte, hogy vegye feleségül. Viszonylag gazdag származása és a családi sörfőzésre és értékesítésre való jogosultsága miatt anyagi szempontból támogathatja Luther-t. Martin Luther maga azt tanítja, hogy "a nőnek otthon kell maradnia, és az államot érintő külső ügyek intézésének képességétől megfosztott személyként kell foglalkoznia a ház ügyeivel...". Jean Kálvin követi ezt a gondolatot, miszerint „a nők helye otthon van".

## A nők üldözése
A reformáció során sok nő vértanúhalált halt vagy börtönbe vetették, amiért a protestáns elveket vallott vagy áttért a protestáns hitre. A teljesség felsorolása nélkül ők a következők:
- Anne Askew (1521-1546), akit a londoni Towerben kínoztak és Smithfieldben vértanúhalált halt a protestantizmus miatt;
- Joan Bocher (megh. 1550), angol anabaptista vértanúhalált halt Smithfieldben;
- Elizabeth Pepper (d. 1556), terhesen mártírhalált halt meg;
- Guernsey vértanúi, három nő, 1556-ban mártírhalált haltak a protestantizmus miatt, az egyik nő terhes volt és szült, amikor megégették, a gyermeket megmentették, de elrendelték, hogy őt is égesse el;
- Joan Waste (1534–1556) vak vértanúhalált halt meg a protestantizmusért;
- Alice Benden[6] (meghalt 1557), a protestantizmus vértanúja;
- Alice Driver (meghalt 1558), a protestantizmus vértanúja;
- Marie Durand, akit protestáns hite miatt 38 évre bezártak a Tour de Constance-ba.

Franciaországban a protestánsoknak állami elnyomással kellett szembenézniük a nantes-i rendelet 1685-i visszavonásáig, majd az 1787-es Versailles-i tolerancia ediktumig. A férfiak jövedelmük megtartása érdekében lemondtak a protestantizmusról, míg a nők továbbra is vallást közvetítenek a családon belül.
A Camisards lázadása alatt az igehirdetők és a prófétanők erős vallási buzgalmat tanúsítottak és ösztönözték a lázadókat.

## Fordítás
Ez a szócikk részben vagy egészben  a   Women in the Protestant Reformation című angol Wikipédia-szócikk fordításán alapul.  Az eredeti cikk szerkesztőit annak laptörténete sorolja fel. Ez a jelzés csupán a megfogalmazás eredetét és a szerzői jogokat jelzi, nem szolgál a cikkben szereplő információk forrásmegjelöléseként.